# You'll Be Gone
«You'll Be Gone» («Te habrás marchado») es una canción grabada por Elvis Presley en 1962 y editada en formato de sencillo junto al tema «Do the Clam» en 1965 y luego como parte del álbum de la banda sonora de la película Girl Happy. La letra de la canción fue escrita por el mismo Elvis junto a sus colegas Red West y Charlie Hodge.

## Historia de la composición
De acuerdo con Red West, «You'll Be Gone» fue escrita después de una sugerencia o idea de Elvis de escribir una nueva letra para realizar una versión diferente de la canción clásica de Cole Porter de 1935 «Begin the Beguine», del musical Jubilee: "Elvis grabó 'It's Now or Never' y quería tomar otro viejo estándar que fuese una gran canción y crear una letra diferente. 
La beguina había sido un baile popular en Martinica y Guadalupe en la década de 1930. Cuando Cole Porter negó el permiso para modificar la letra, Elvis se puso a escribir una nueva letra en cooperación con sus amigos Red West y Charlie Hodgecomponiendo a su vez una nueva música que daría como resultado una canción que se titularía "You'll Be Gone". 
La canción estaba repleta de ritmos latinos y pasajes de guitarra clásica mientras que la base percusiva se halla firmemente sostenida por el uso de las claves. La canción registró los derechos de autor el 4 de febrero de 1965 y se volvió a registrar el 10 de marzo. 
En las notas del CD Elvis de los Presley (2005), Ernst Jorgensen escribió: "Cuando Priscilla vino a visitar a Elvis a los Estados Unidos en la primavera de 1962, Elvis le mostró con orgullo las nuevas grabaciones que acababa de hacer en Nashville. Uno de ellas fue 'You'll Be Gone', una canción que él mismo había escrito con sus buenos amigos Red West y Charlie Hodge. Para su profunda frustración, Priscilla comentó que a ella le gustaban más sus grabaciones de rock 'n' roll. Elvis tuvo un ataque, Priscilla quedó devastada y Elvis nunca volvió a intentar escribir una canción".
Este hecho también lo narra Priscilla en su libro Elvis y yo aunque no menciona de qué canción se trataba. La exesposa de Elvis Presley, Priscilla, señaló en las notas internas del CD Elvis por los Presley (2005): "La razón por la que la hemos incluido es porque es la última vez que Elvis escribió una canción". 

## Grabación
Elvis finalmente grabó el tema el 18 de marzo de 1962 en el estudio B de la compañía RCA en Nashville, Tennessee eligiendo la toma 3 para editar como máster. De estas mismas sesiones de grabación surgiría el álbum Pot Luck, aunque "You'll Be Gone" quedaría fuera del LP y recién en 1965 vería la luz en formato de disco sencillo junto a "Do the Clam". The Jordanaires proveyeron los coros en la grabación. 

## Listas
| Listas (1965)        | Posición alcanzada |
| -------------------- | ------------------ |
| Canadá Singles Chart | 16                 |

## Aparición en álbumes
- como un bonus track en el álbum de 1965 de la banda sonora de la película Girl Happy [7]
- en la reedición de 1999 del álbum Pot Luck como un bonus track [8]
- el álbum de 1992 From Nashville to Memphis: The Essential 60s Masters [9]
- el FTD reedición de Girl Happy
- en 2007 Pot Luck with Elvis, 2 CD FTD Special Edition collection
- en la edición de 2010 FTD/BMG Nashville Outtakes: 1961-1964 collection, Take 1
- Elvis Latino! [10]
- Elvis by the Presleys soundtrack album as alternate take 2. 2005 [11]
- The Complete Elvis Presley Masters, Legacy/RCA, 2010
- Original Album Classics, RCA/Sony Music, 2012 [12]
- The Perfect Elvis Presley Collection, Sony Music, 2012 [13]
- The Movie Soundtracks: 20 Original Albums, RCA, 2014 [14]